# Бунарджик (община Белимбегово)
 Тази статия е за селото в Северна Македония.  За тепето в Пловдив вижте Бунарджик.  
Бунарджик (на македонска литературна норма: Бунарџик) е село в община Белимбегово (Илинден), Северна Македония.

## География
Селото е разположено в източната част на Скопската котловина, северно от магистралата Скопие - Куманово.

## История
В края на XIX век Бунарджик е българско село в Скопска каза на Османската империя. Според статистиката на Васил Кънчов („Македония. Етнография и статистика“) към 1900 година в Бунарджикъ живеят 75 българи християни.
През октомври 1910 година селото пострадва по време на обезоръжителната акция на младотурците.
В началото на XX век цялото село е под върховенството на Българската екзархия. По данни на секретаря на екзархията Димитър Мишев („La Macédoine et sa Population Chrétienne“) в 1905 година в Бунарджик има 80 българи екзархисти.
След Междусъюзническата война в 1913 година селото влиза в границите на Сърбия.
На етническата си карта от 1927 година Леонард Шулце Йена показва Бунарджик (Bunardžik) като село с неясен етнически състав.
По време на българското управление във Вардарска Македония в годините на Втората световна война, Захари Христов Наумов от Скопие е български кмет на Бунарджик от 5 септември 1941 година до 12 май 1943 година. След това кметове са Георги Захариев Антонов от Русе (7 юни 1943 - 12 април 1944) и Борислав Стоянов Стойчев от Скопие (24 април 1944 - 9 септември 1944).
Според преброяването от 2002 година селото има 352 жители.
| Националност     | Всичко |
| северномакедонци | 349    |
| албанци          | 0      |
| турци            | 0      |
| роми             | 0      |
| власи            | 0      |
| сърби            | 2      |
| бошняци          | 0      |
| други            | 1      |